# Memorial Grundmanna I Wizowskiego
De Memorial Grundmanna I Wizowskiego is een eendaagse wielerwedstrijd in Polen ter ere van de voormalige Poolse wielrenners Józef Grundmann en Jerzego Wizowskiego. De koers wordt sinds 1984 verreden en maakt sinds 2014 onderdeel uit van de UCI Europe Tour in de categorie 1.2. In 2014 was het eenmalig een meerdaagse wedstrijd en was het ingedeeld in categorie 2.2.

## Lijst van winnaars

### Meervoudige winnaars
| Overwinningen | Renner             | Land     | Jaren      |
| ------------- | ------------------ | -------- | ---------- |
| 2             | Dariusz Baranowski | Polen    | 1992, 1996 |
| 2             | Daniel Czajkowski  | Polen    | 2006, 2007 |
| 2             | Vojtěch Hačecký    | Tsjechië | 2013, 2016 |

### Overwinningen per land
| Overwinningen | Land     |
| ------------- | -------- |
| 33            | Polen    |
| 2             | Tsjechië |
| 1             | Oekraïne |

2005 · 
2006 · 
2007 · 
2008 · 
2009 · 
2010 · 
2011 · 
2012 · 
2013 · 
2014 · 
2015 · 
2016 · 
2017 ·
2018 ·
2019 ·
2020 ·
2021 ·
2022 ·
2023 ·
2024 ·
2025
Belangrijkste etappewedstrijden

Internationaal Wegcriterium · Driedaagse Brugge-De Panne · Ronde van de Alpen · Vierdaagse van Duinkerke · Ronde van Beieren · Ronde van Noorwegen · Ronde van België · Ronde van Luxemburg · Ronde van Oostenrijk · Ronde van Wallonië · Ronde van Burgos · Ronde van Denemarken · Arctic Race of Norway · Ronde van Groot-Brittannië
Belangrijkste eendaagse wedstrijden

Trofeo Laigueglia · GP Lugano · GP Nobili Rubinetterie · Dwars door Vlaanderen · Scheldeprijs · Brabantse Pijl · GP Kanton Aargau · Brussels Cycling Classic · GP Fourmies · Primus Classic Impanis-Van Petegem · Ronde van de Drie Valleien · Milaan-Turijn · Ronde van Piemonte · Ronde van het Münsterland · Ronde van Emilia · Parijs-Tours · GP Bruno Beghelli